# ویکتوریا چاپلین
ویکتوریا چاپلین (انگلیسی: Victoria Chaplin؛ زادهٔ ۱۹ مهٔ ۱۹۵۱) یک هنرپیشه اهل ایالات متحده آمریکا است. وی از سال ۱۹۷۱ میلادی تاکنون مشغول فعالیت بوده‌است. او دختر کمدین چارلی چاپلین از همسر چهارمش اونا اونیل و نوه نمایشنامه‌نویس یوجین اونیل است. از فیلم‌ها یا برنامه‌های تلویزیونی که وی در آن نقش داشته‌است می‌توان به کنتسی از هنگ‌کنگ اشاره کرد.